# Le Grenier de Montmartre
Le Grenier de Montmartre est une émission radiophonique satirique créée par le chansonnier Jean Lec en octobre 1946 sur le programme parisien de la RDF (Radiodiffusion française) et diffusée jusqu'en 1974 sur Paris Inter devenue France Inter.
Après la mort de Jean Lec en 1964, cette émission a été produite par son épouse Raya Lec et était diffusée tous les dimanches autour de la mi-journée, bénéficiant ainsi d'une large audience.

## Historique
L'émission fait ses débuts le dimanche 27 octobre 1946 sur Paris Inter  et renoue avec une émission animée par des chansonniers à l'instar de ce qui avait fait le succès de la radio privée d'avant guerre et c'est à « l'heure de l'apéritif » que les auditeurs retrouvent de nombreux humoristes et auteurs de bons mots.
L'émission est créée et produite par Jean Lec, également chansonnier et pensionnaire du théâtre de dix heures, situé boulevard de Clichy dans le 18e arrondissement de Paris, en contrebas de la butte Montmartre. 
Lors de la saison 1956-1957, l'émission est programmée le dimanche à 13h00 sur le programme parisien Paris Inter, période ou elle est très populaire, . Après le décès de Jean Lec, l'émission sera produite par son épouse Raya Lec jusqu'en 1974.
Durant les années 1950, les producteurs de l'émission éditaient des publications présentant les diverses créations de leurs chansonniers.

## Intervenants
Les principaux protagonistes étaient, par ordre alphabétique :
- Jean Amadou
- Raymond Baillet
- Billy
- Léo Campion[7].
- Anne-Marie Carrière[8]
- Jacques Grello[9]
- Maurice Horgues[10]
- Jean Lacroix
- Jean Lec[11]
- Edmond Meunier[12]
- Mirabelle (au piano)
- Robert Rocca[13],[14].
- André Rochel
- Raymond Souplex[15].
- Jeanne Sourza
- Pierre-Jean Vaillard

Ces chansonniers se produisaient également, groupés ou séparés, dans divers établissements des environs de la place de la République dont le Caveau de la République, le Théâtre de Dix heures, le Théâtre des Deux Ânes et Les Trois Baudets.
D'autres collaborateurs réguliers incluent : Françoise Dorin (Mademoiselle Coqueluche), Suzanne Gabriello, Pierre Gilbert, Pierre Jacob, Perrette Souplex ,  Christian Vebel et Martial Carré.